# Зауэрбратен

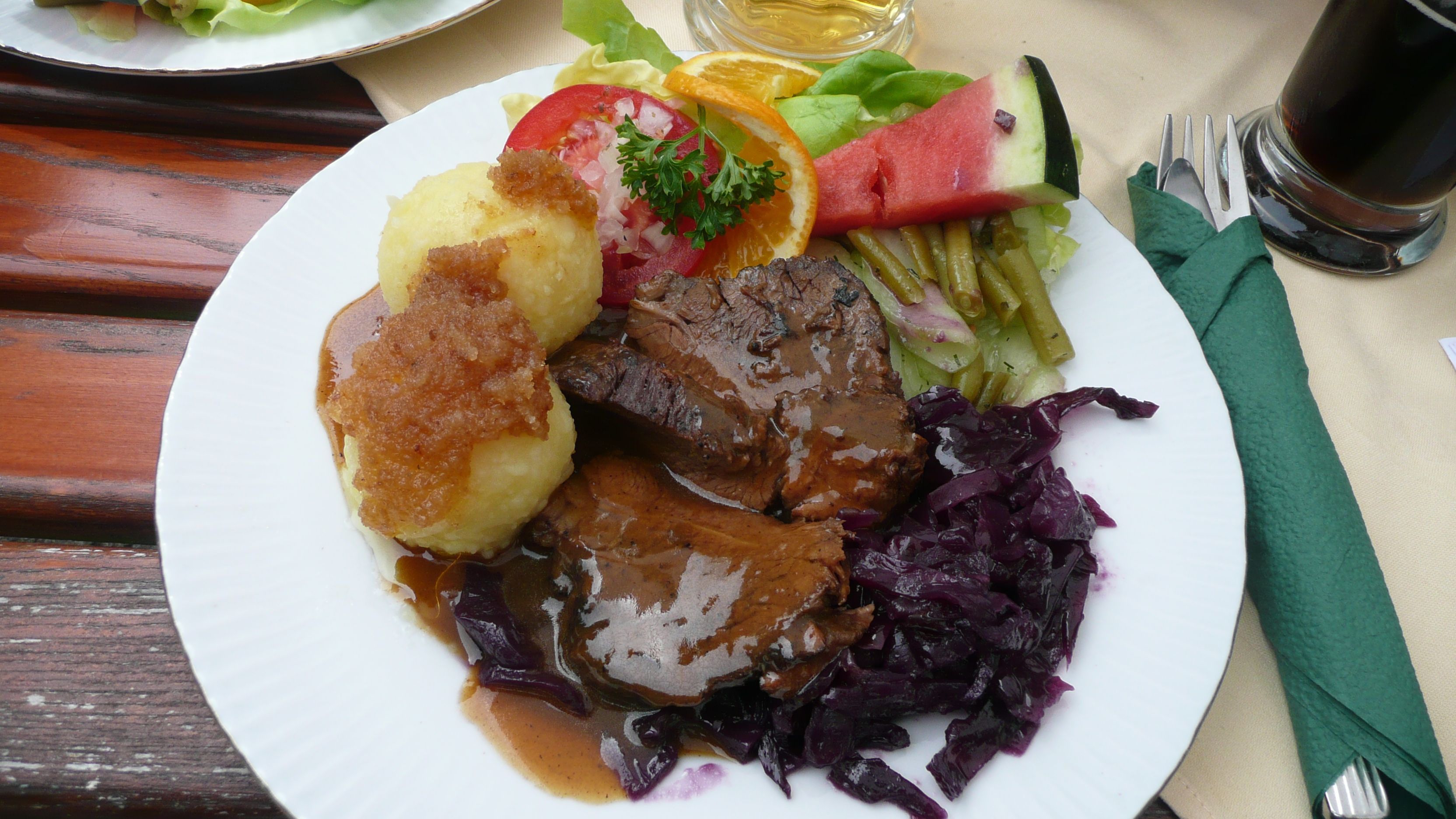
Зауэрбратен по-саксонски, сервированный с картофельными клёцками и тушёной краснокочанной капустой

За́уэрбратен (нем. Sauerbraten — букв. «кислое жаркое») — жаркое из предварительно замаринованного в винном уксусе мяса, обычно говядины, но также конины (традиционно на Рейне), свинины, крольчатины и дичи. Традиционное блюдо немецкой кухни, по сведениям Вольфрама Зибека не имеющее аналогов в других странах, известно в различных региональных вариантах, например: по-рейнски, по-баденски, по-швабски, по-франконски, по-саксонски или по-вестфальски.
В кажущемся несколько экзотичным рейнском рецепте зауэрбратена присутствуют изюм, соусный пряник и яблочная паста, он должен иметь отчётливо кисло-сладкий вкус. Во франконском рецепте зауэрбратена среди ингредиентов присутствуют щепотка корицы и красное вино. Зауэрбратен во всём многообразии рецептов считается классикой немецкой кухни. По легенде, Марлен Дитрих, любительница традиционной немецкой кухни и отличный кулинар, как-то в мюнхенском ресторане отказалась от предложенного ей креветочного коктейля со словами: «О, прошу вас, такое я везде могу заказать. Дайте мне зауэрбратен, клёцки и … штейнхегер!» По воспоминаниям секретаря Гитлера Траудль Юнге, в её первый приезд в Бергхоф на обед подавали зауэрбратен с картофельным пюре и молодыми бобами.
Для приготовления зауэрбратена до термической обработки свежее мясо выдерживается в течение нескольких дней и вплоть до недели в маринаде в прохладном месте при температуре не выше 12—14 °С. Уксус в маринаде разбавляют водой или красным вином, добавляют репчатый лук, морковь и пряности: лавровый лист, гвоздику, чёрный перец. Перед обжаркой замаринованное мясо тщательно промокают. После обжарки мясо гасят маринадом и тушат с овощами из маринада, по необходимости добавляя ещё маринада или воды. Полученный мясной соус в зависимости от рецепта подслащивают сахарным сиропом, яблочной пастой, изюмом или специальным измельчённым соусным пряником, который одновременно сгущает соус вместо муки или крахмала. Зауэрбратен сервируют с картофельными клёцками, отварным картофелем, макаронными изделиями или салатом. В Баварии похожим образом маринуют и тушат говядину «бёфламот». Рецепт говяжьего зауэрбратена под названием «немецкое (кислое) жаркое», маринованного в течение 8 дней в пивном уксусе, приводят Е. А. Авдеева и Е. И. Молоховец.